# جيمس أ. أليسون
جيمس أ. أليسون (بالإنجليزية: James A. Allison)‏ هو رائد أعمال أمريكي، ولد في 11 أغسطس 1872 في ميشيغان في الولايات المتحدة، وتوفي في 3 أغسطس 1928 في إنديانابوليس في الولايات المتحدة بسبب ذات الرئة.